# Yimen

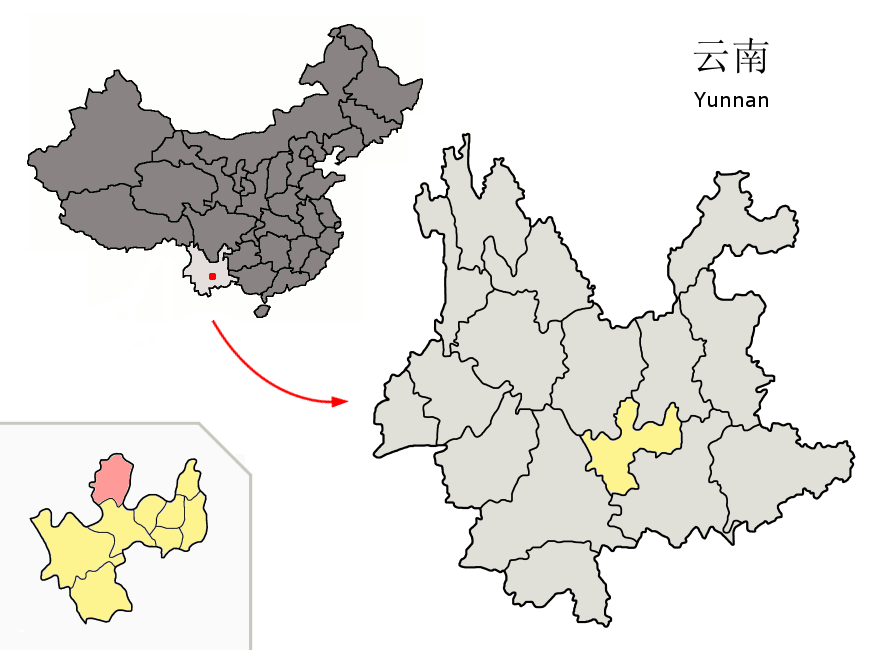
Lage des Kreises Yimen (rosa) in der bezirksfreien Stadt Yuxi (gelb)

Der Kreis Yimen (易门县,  Yìmén Xiàn) ist ein Kreis, der zum Verwaltungsgebiet der bezirksfreien Stadt Yuxi in der chinesischen Provinz Yunnan gehört. Er hat eine Fläche von 1.527 km² und 151.671 Einwohner (Stand: Zensus 2020). Sein Hauptort ist die  Großgemeinde Longquan (龙泉镇). 

## Administrative Gliederung
Auf Gemeindeebene setzt sich der Kreis aus zwei Straßenvierteln, einer Großgemeinde und vier Gemeinden (davon drei Nationalitätengemeinden) zusammen. Diese sind:
- Straßenviertel  Longquan 龙泉街道
- Straßenviertel  Liujie 六街街道
- Großgemeinde  Lüzhi 绿汁镇

- Gemeinde  Pubei der Yi 浦贝彝族乡
- Gemeinde  Shijie der Yi 十街彝族乡
- Gemeinde  Tongchang der Yi 铜厂彝族乡
- Gemeinde  Xiaojie 小街乡